# دوباره عاشق شدن (فیلم ۱۹۸۰)
دوباره عاشق شدن (به انگلیسی: Falling in Love Again) فیلمی محصول سال ۱۹۸۰ و به کارگردانی استیون پال است. در این فیلم بازیگرانی همچون الیوت گولد، سوزانا یورک، کی بالارد، میشل فایفر، توینک کاپلان، جان دیهل، هربرت رادلی و ترنس اوانز ایفای نقش کرده‌اند.